# Lac De Maurès
Pour les articles homonymes, voir Maures (homonymie).
Le lac De Maurès est plan d'eau douce traversé par la rivière De Maurès, coulant dans Eeyou Istchee Baie-James (municipalité), dans la région administrative du Nord-du-Québec, dans la province de Québec, au Canada. Ce plan d'eau fait partie de la limite Ouest de la réserve faunique des Lacs-Albanel-Mistassini-et-Waconichi.
Le bassin versant de la rivière De Maurès par quelques routes forestières pour la foresterie et les activités récréotouristiques. Ces routes se connectent du côté Sud à une route principale menant vers le sud à Chibougamau.
La surface du lac De Maurès est habituellement gelée de la fin octobre au début mai, toutefois la circulation sécuritaire sur la glace se fait généralement de la mi-novembre à la fin d'avril.

## Géographie
Les principaux bassins versants voisins du lac De Maurès sont :
- côté nord : rivière Rupert, rivière De Maurès, rivière Natastan, lac Frotet, lac Testard (rivière Broadback), lac Troilus, lac De L'Épervanche, lac Bueil, lac Savignac ;
- côté est : lac Artaud, lac Armagnac, rivière Saint-Urcisse, lac Jarry, lac Cantin, lac Saint-Urcisse, lac Mistassini ;
- côté sud : lac Samuel-Bédard, rivière De Maurès, lac Breccia, lac Pointeau, lac Vallière ;
- côté ouest : lac Dompierre, lac Regnault, lac Frotet, lac Châtillon (rivière Châtillon), rivière Châtillon.

Situé à l'ouest du lac Mistassini, le lac De Maurès comporte une superficie de 9,94 km2. Ce lac comporte une longueur de 8,1 km, une largeur maximale de 5,1 km et une altitude de 389 m. Le courant de la rivière De Maurès traverse le lac De Maurès vers du nord-est sur sa pleine longueur.
Le lac De Maurès est entouré par quelques zones de marais, notamment au nord-ouest et au sud-ouest. Ce lac comporte les caractéristiques suivantes (sens horaire, à partir de l'embouchure) :
- baie de l'embouchure, située sur la rive nord , s'étirant vers du nord-est sur une longueur de 1,4 km ;
- baie du nord-est, s'étirant vers le nord sur 1,2 km ;
- baie de l'Est, s'étirant vers l'est sur 2,2 km. Note : Cette baie est bordée à environ 0,2 km du côté Sud par une montagne dont le sommet est de 458 m ;
- baie du sud-ouest, s'étirant sur 4,8 km pour recueillir l'eau de la rivière De Maurès en amont ;
- baie de l'ouest, s'étirant sur 1,6 km (largeur : 1,3 km) vers le sud-ouest, étant bordé à l'est par une presqu'île s'avançant sur 1,3 km vers le nord, soit vers le centre du lac.

L'embouchure du lac De Maurès est localisée au fond d'une baie du nord du lac, soit à :
- 33,4 km à l'ouest du lac Mistassini ;
- 72,0 km au sud-ouest de l'embouchure du lac Mistassini ;
- 54,0 km au sud-ouest de l'embouchure de la rivière De Maurès ;
- 51,2 km au nord-ouest du centre du village de Mistissini (municipalité de village cri) ;
- 84,5 km au nord du centre-ville de Chibougamau ;
- 103,2 km au sud-est de l'embouchure du lac Mesgouez ;
- 314 km à l'est de la confluence de la rivière Rupert et de la baie de Rupert[1].

## Toponymie
Le toponyme "lac De Maurès" a été officialisé le 5 décembre 1968 par la Commission de toponymie du Québec, soit à la création de cette commission.